# Кафедра історіографії, джерелознавства та археології ХНУ імені В. Н. Каразіна
Кафедра історіографії, джерелознавства та археології ХНУ імені В. Н. Каразіна — підрозділ історичного факультету Харківського національного університету імені В. Н. Каразіна. Перша в Україні кафедра такого профілю (1964).

## Історія
Кафедра створена 1 вересня 1964 року відомим історіографом В. І. Астаховим. Початкова назва підрозділу була «історіографії, допоміжних історичних дисциплін та методики історії». Протягом 1975-1978 років до складу кафедри входили історики-медієвісти. У 1978 році на кафедру прийшло кілька археологів (Б. А. Шрамко, В. К. Міхеєв та ін.). Після цього кафедру було перейменовано і вона отримала сучасну назву: «історіографії, джерелознавства та археології». 
Протягом існування кафедри її очолювали: 
- проф. В. І. Астахов (1964—1972)
- проф. І. Л. Шерман (1972—1987)
- проф. Ю. Й. Журавський (1987—1991)
- проф. В. К. Міхеєв (1991—2001)
- проф. С. І. Посохов (з 2001)[2].

## Наукова робота
На кафедрі історіографії, джерелознавства та археології склалися три основні напрямки наукової роботи: «Проблеми історіографії та інтелектуальної історії Східної Європи нового та новітнього часу», «Проблеми історичного краєзнавства та пам'яткознавства (на матеріалах Слобожанищини)», «Археологічні пам'ятки та давня історія Лівобережної України (доба бронзи — раннє середньовіччя)».
Починаючи з 1992 року на кафедрі стало традиційним проведення міжнародної наукової конференції «Астаховські читання». З 1995 року за матеріалами конференції на базі кафедри видається «Харківський історіографічний збірник», а також серія «Джерелознавчі зошити».
Об'єктами археологічних досліджень співробітників кафедри є пам'ятки IV–I тис. до н.е., бронзової доби на Лівобережній Україні. У 1980-1990-х роках були проведені археологічні розкопки декількох пам'яток бронзового віку на території Харківської області, зокрема Більського городища, найбільшого укріпленого поселення Європи доби раннього заліза, Люботинського городища, кургану та поселення пізньозрубної культури біля с. Суха Гомольша Зміївського району, поселення пізньозрубної культури біля с. Червоний Шлях Балаклійського району, кургани біля села Куп'єваха Богодухівського району, археологічного комплексу біля с. Війтенки Черняхівської культури. Співробітники кафедри проводили систематичні розкопки Донецького городища. Розкопки проводились під керівництвом Б. А. Шрамка, О. Г. Дьяченко, В. В. Скирди 20 березня 1998 р. при Харківському національному університеті імені В.Н. Каразіна було створено Музей археології та етнографії Слобідської України.

## Підготовка студентів
На кафедрі ведеться підготовка спеціалістів за двома спеціальностями: «Архівознавство» (з 1995) та «Археологія» (з 2002). Студенти кафедри беруть активну участь у розробці наукових тем за проблематикою кафедри, є учасниками різних наукових конференцій, конкурсів, в тому числі всеукраїнських і міжнародних.